# Die Welt (Tarot)
Die Welt ist eine der auch große Arkana genannten Trumpfkarten des Tarot.

## Darstellung

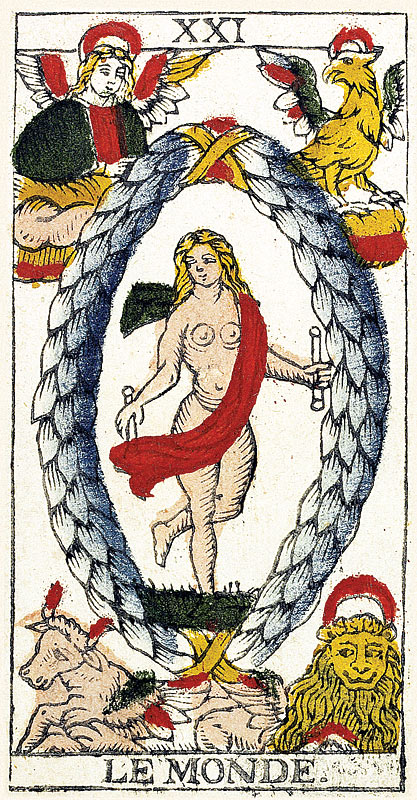
Tarotkarte Die Welt

Meist sieht man ein nacktes Mädchen, das zwei Stäbe hält, in einem Siegeskranz, umgeben von den Cherubim (bzw. den Symbolen der Evangelisten).
Beim Visconti-Sforza-Spiel sieht man zwei kleine Kinder, die eine Kugel tragen, in der eine Stadt (himmlisches Jerusalem) abgebildet ist.

## Deutung
Die Welt steht für Erfolg und das Erreichen des (eines) Ziels.
Im Mystischen stellt sie die Unio Mystica dar, das Eintauchen des einzelnen Menschen in einen größeren Sinnzusammenhang.
Klassisch in der Tarotdeutung ist die Ansicht, dass der Narr der Weise ist, wie er von den anderen Menschen wahrgenommen wird, die Welt aber, was ihn im Innern ausmacht.
Die Welt steht aber auch für das Ende eines Lebenszyklus – eine Verschnaufpause sozusagen, ehe der nächste Zyklus erneut mit dem Narren beginnt. Die dargestellte Person ist sowohl männlich als auch weiblich, unten wie oben und schwebt zwischen Erde und Himmel. Sie repräsentiert eine in sich geschlossene Vollständigkeit. Sie steht ferner für kosmisches Bewusstsein und die Fähigkeit, mit der Urkraft des Universums eine perfekte Einheit herzustellen. Die Karte gibt uns den Rat, dass absolute Zufriedenheit darin besteht, an unsere Umwelt all das zurückzugeben, was wir auf unserem Weg erworben bzw. gelernt haben.

## Entsprechungen
- Der Planet Saturn
- der hebräische Buchstabe ת (Taw)

## Geschichte
Diese Karte heißt in vielen Varianten des Tarock-Kartendecks Mond (eine Verballhornung von franz. monde, Welt) und ist eines der drei Trullstücke. In esoterischen Tarot-Decks wird die Trumpfkarte XVIII als „Der Mond“ bezeichnet und die Karte Nr. XXI korrekt übersetzt als „das Universum“.

## Photogalerie

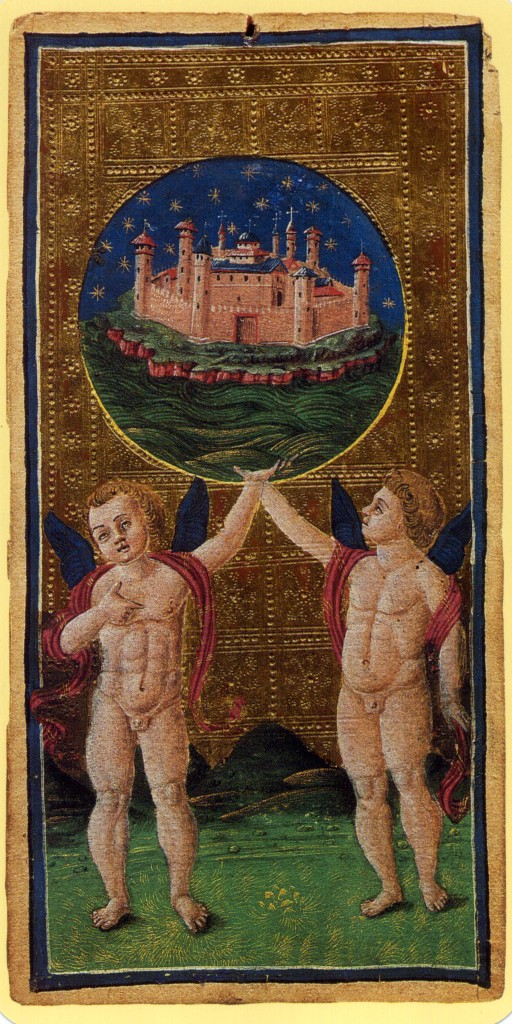
Bembo-Visconti-Deck
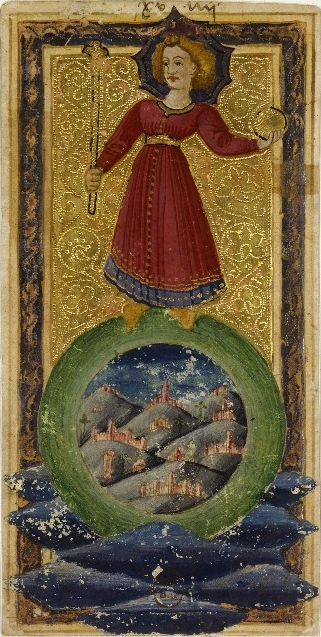
Deck angeblich von Karl VI.
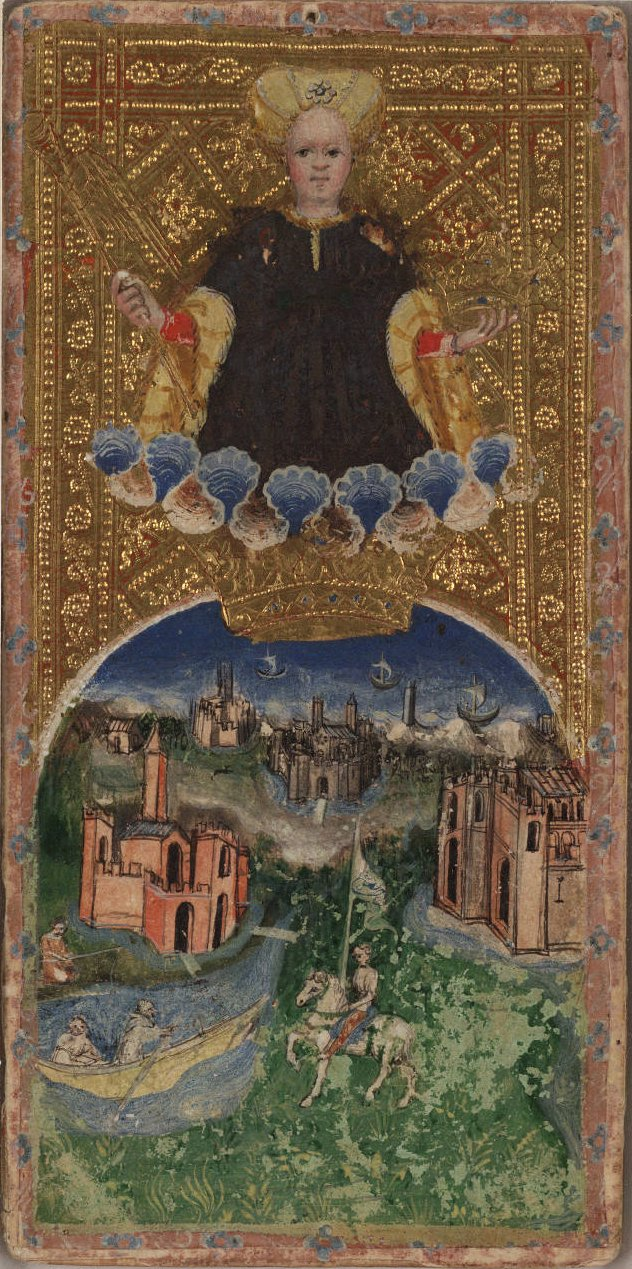
Cary-Yale-Deck
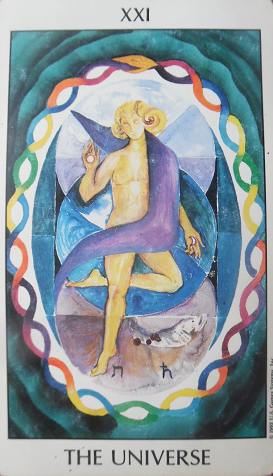
Modernes Deck